# Convenscion
Convenscion è un programma televisivo italiano di genere comico condotto da Enrico Bertolino e Natasha Stefanenko, trasmesso da Rai 2 dal 1999 al 2002.

## Il programma
Il programma, ideato da Gregorio Paolini, con autori Stefano Disegni, Beppe Tosco, Andrea Zalone, Stefano Sarcinelli e Luciano Fruttaldo, e con la regia di Celeste Laudisio, era strutturato intorno ai monologhi di Enrico Bertolino e agli interventi di altri comici. Nel 2001 è stato riproposto con il titolo Superconvenscion, poi mutato nuovamente nel 2002 in Convenscion a colori e infine, nella successiva estate, in Convenscion Express. Nell'edizione 2001, Bertolino e Stefanenko erano affiancati da Nina Morić, mentre l'anno successivo da Gessica Gusi ed Éva Henger come showgirl, le quali prendevano anche parte ad alcuni sketch comici.
Nel cast figuravano comici e altri personaggi del mondo dello spettacolo. Tra i volti più noti: Sergio Friscia (interpretava personaggi quali l'Uomo Racchio, il reporter Salvo Spesso e l'inventore Brighelli, e parodiava Piero Pelù, Il commissario Montalbano e il sergente Garcia), Sarcinelli, Max Tortora (nei panni di Alberto Sordi e Luciano Rispoli), Tullio Solenghi (parodiava Giampiero Mughini, Zdeněk Zeman e impersonava "Zovvo", uno Zorro gay), Éva Henger nell'occasione per la prima volta affrancatasi da ruoli hard (interpretava una sondaggista oltreché la moglie di Zovvo), Francesca Reggiani (nei panni di Sabrina Ferilli e Donatella Versace), Massimo Giuliani, Massimo Olcese e Neri Marcorè (nei panni, tra gli altri, di Alberto Angela e Alessandro Del Piero), affiancati da Rocco Barbaro, Simone Schettino, Antonella Stefanucci e un giovane Ubaldo Pantani.
Particolare successo riscossero tre invenzioni di Disegni: le avventure dei "Pooh-Zombies", sketch satirici sui Pooh impersonati da Tortora, Disegni, Fruttaldo e Sarcinelli, il personaggio di "Tottigò", episodi comici su Francesco Totti impersonato da Giuliani, e "Zovvo", avventure di uno Zorro gay interpretato da Solenghi.

## Edizioni
| Edizioni | Titolo               | Periodo   | Conduzione                              | Regia            | Studio di messa in onda            |
| -------- | -------------------- | --------- | --------------------------------------- | ---------------- | ---------------------------------- |
| 1°       | Convenscion          | 1999-2000 | Enrico Bertolino con Natasha Stefanenko | Celeste Laudisio | Centro di Produzione Rai di Napoli |
| 2°       | SuperConvenscion     | 2001      | Enrico Bertolino con Natasha Stefanenko | Celeste Laudisio | Centro di Produzione Rai di Napoli |
| 3°       | Convenscion a colori | 2002      | Enrico Bertolino con Natasha Stefanenko | Celeste Laudisio | Centro di Produzione Rai di Napoli |